# Burghausen (Bawaria)
Burghausen – miasto w Niemczech, w kraju związkowym Bawaria, w rejencji Górna Bawaria, w regionie Südostoberbayern, w powiecie Altötting. Leży koło 15 km na południowy wschód od Altötting, nad rzeką Salzach (która na całej długości graniczy z Austrią), przy drodze B20 i linii kolejowej Monachium – Burghausen.
Zamek Burghausen, u podnóża którego znajduje się miasto, z 1043 m długości uznawany jest za najdłuższy zamek w Europie.

## Dzielnice
1. Burghausen
2. Aching
3. Auberg
4. Bergham
5. Eisenhammer
6. Fuchshausen
7. Gries
8. Hasen
9. Holzham
10. Jägerbauer
11. Kupferhammer
12. Laimgruben
13. Lehner
14. Lindach
15. Marienberg
16. Moosbrunn
17. Neuhaus
18. Oberhadermark
19. Papiermühle
20. Pfaffing
21. Pfram
22. Pritzl
23. Pulvermühle
24. Raitenhaslach
25. Sägmeister
26. Scheuerhof
27. Schreiner
28. Silmoning
29. Stacherl
30. Stadl Kirnerhof
31. Tiefenau
32. Trutzhof
33. Unterhadermark

## Polityka
Burmistrzem miasta jest Hans Steindl z SPD, rada miasta składa się z 24 osób.
|      | CSU | SPD | FW | Zieloni | FDP | UW | Razem |
| 2008 | 8   | 12  | –  | 1       | 1   | 2  | 24    |
| 2002 | 10  | 10  | 2  | 1       | 1   | –  | 24    |

## Sport
- SV Wacker Burghausen – klub piłkarski

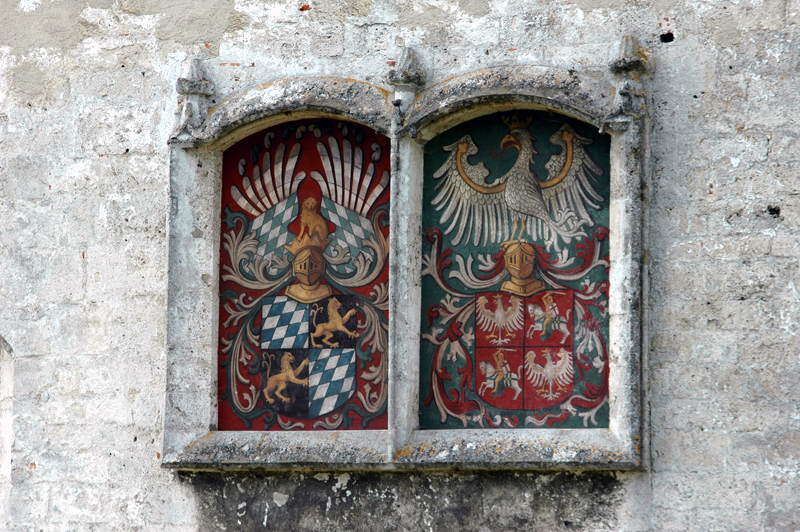
Herby Bawarii oraz Polski i Litwy na bramie Zamku Burghausen

## Współpraca
Miejscowości partnerskie:
- Fumel, Francja
- Hohenstein-Ernstthal, Saksonia
- Minakuchi, Japonia
- Ptuj, Słowenia
- Schwechat, Austria
- Sulmona, Włochy